# 帕洛代勒维德尔
帕洛代勒维德尔（法語：Palau-del-Vidre，法語發音：[palo dɛl vidʁ] ⓘ）是法国东比利牛斯省的一个市镇，属于塞雷区。

## 地理
帕洛代勒维德尔（42°34'22"N, 2°57'41"E）面积10.41 平方千米，位于法国奧克西塔尼大區东比利牛斯省，该省份为法国大陆部分最南部的省份，涵盖了北加泰罗尼亚，北起奥德省，西接阿列日省和安道尔，南与西班牙接壤，东临地中海。
与帕洛代勒维德尔接壤的市镇（或旧市镇、城区）包括：埃尔讷、滨海阿热莱斯、圣安德烈、索雷德、阿尔贝拉地区拉罗克、圣热尼斯德方丹、奥尔塔法。

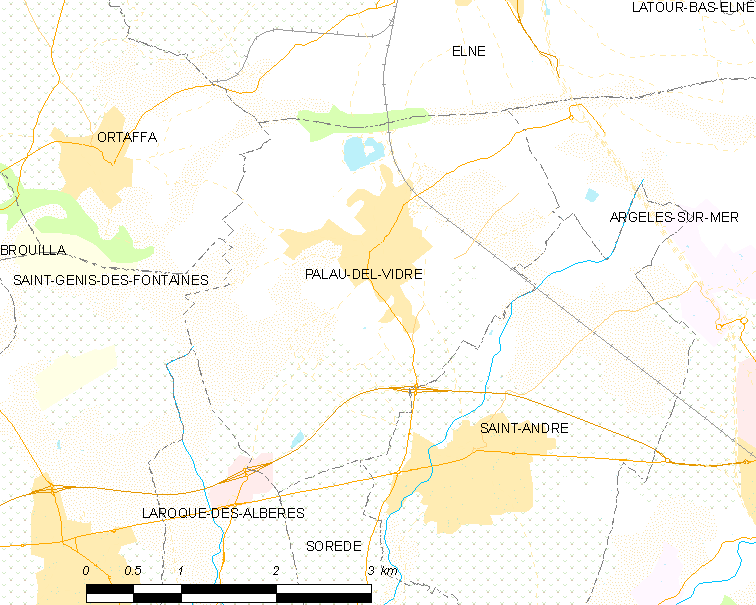
帕洛代勒维德尔的OSM定位图

帕洛代勒维德尔的时区为UTC+01:00、UTC+02:00（夏令时）。

## 行政
帕洛代勒维德尔的邮政编码为66690，INSEE市镇编码为66133。

## 政治
帕洛代勒维德尔所属的省级选区为朱红海岸县。

## 人口

1962-2008年间帕洛代勒维德尔人口变化图示

帕洛代勒维德尔于2022年1月1日时的人口数量为3232人。